# NGC 2206
NGC 2206 is een balkspiraalstelsel in het sterrenbeeld Grote Hond. Het hemelobject werd op 20 januari 1835 ontdekt door de Britse astronoom John Herschel.

## Synoniemen
- ESO 489-26
- MCG -4-15-19
- UGCA 123
- AM 0614-264
- IRAS 06140-2644
- PGC 18736